# Сегед
Сегед, Се́ґед (угор. Szeged, серб. Segedin, нім. Szegedin/Segedin, пол. Segedyn, рум. Seghedin, словац. Segedín, порт. Seguedim, ісп. Seguedín, італ. Seghedino, фр. Séguédine) — місто на південному сході Угорщини. Адміністративний центр медьє Чонград. Населення близько 162 000 осіб (2014), третє за величиною місто Угорщини. Вперше згадується в документах у 1183 році.

## Географія

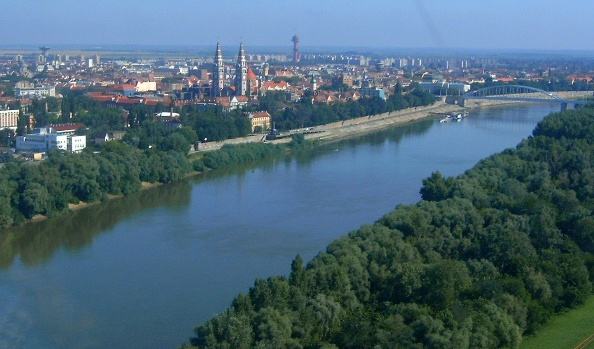
Тиса в Сегеді

Сегед розташований на півдні Чонграду неподалік від кордону з Сербією (відстань від Будапешта автошляхом М5 — 169 км), майже у центрі Тисо-Дунайської низовини, у місці злиття річок Тиси та Муреша (угор. Maros, Марош) і є найнижчим відносно рівня моря містом Угорщини. На північ від міста розташовано озеро Біле.

### Клімат
Місто знаходиться у зоні континентального клімату, котра характеризується прохолодним літом. Найтепліший місяць — липень з середньою температурою 21.1 °C (70 °F). Найхолодніший місяць — січень, з середньою температурою -0.6 °C (31 °F).
| Клімат Сегеда           | Клімат Сегеда | Клімат Сегеда | Клімат Сегеда | Клімат Сегеда | Клімат Сегеда | Клімат Сегеда | Клімат Сегеда | Клімат Сегеда | Клімат Сегеда | Клімат Сегеда | Клімат Сегеда | Клімат Сегеда | Клімат Сегеда |
| Показник                | Січ.          | Лют.          | Бер.          | Квіт.         | Трав.         | Черв.         | Лип.          | Серп.         | Вер.          | Жовт.         | Лист.         | Груд.         | Рік           |
| Абсолютний максимум, °C | 15            | 18            | 26            | 28            | 31            | 33            | 37            | 36            | 35            | 27            | 21            | 18            | 37            |
| Середній максимум, °C   | 2             | 3             | 10            | 16            | 21            | 23            | 27            | 26            | 23            | 17            | 8             | 3             | 15            |
| Середня температура, °C | −0,6          | 0             | 6             | 11            | 16            | 18            | 21            | 20            | 17            | 11            | 4             | 1             | 11            |
| Середній мінімум, °C    | −3            | −3            | 1             | 6             | 11            | 13            | 16            | 14            | 11            | 6             | 1             | −1            | 6             |
| Абсолютний мінімум, °C  | −26           | −19           | −15           | −2            | 2             | 6             | 8             | 6             | 2             | −6            | −12           | −13           | −26           |
| Норма опадів, мм        | 20            | 20            | 20            | 40            | 50            | 70            | 50            | 50            | 30            | 20            | 40            | 40            | 500           |
| ----------------------- | ------------- | ------------- | ------------- | ------------- | ------------- | ------------- | ------------- | ------------- | ------------- | ------------- | ------------- | ------------- | ------------- |
| Джерело: Weatherbase    |               |               |               |               |               |               |               |               |               |               |               |               |               |

## Назва
Існує кілька версій походження сучасної назви міста. За однією з версій назва походить від застарілого угорського слова szeg, що означає «кут», через те, що місто знаходиться в місці повороту русла річки Тиса. За іншою версією, назва походить від слова sziget, що означає «острів» по-угорськи.

## Історія

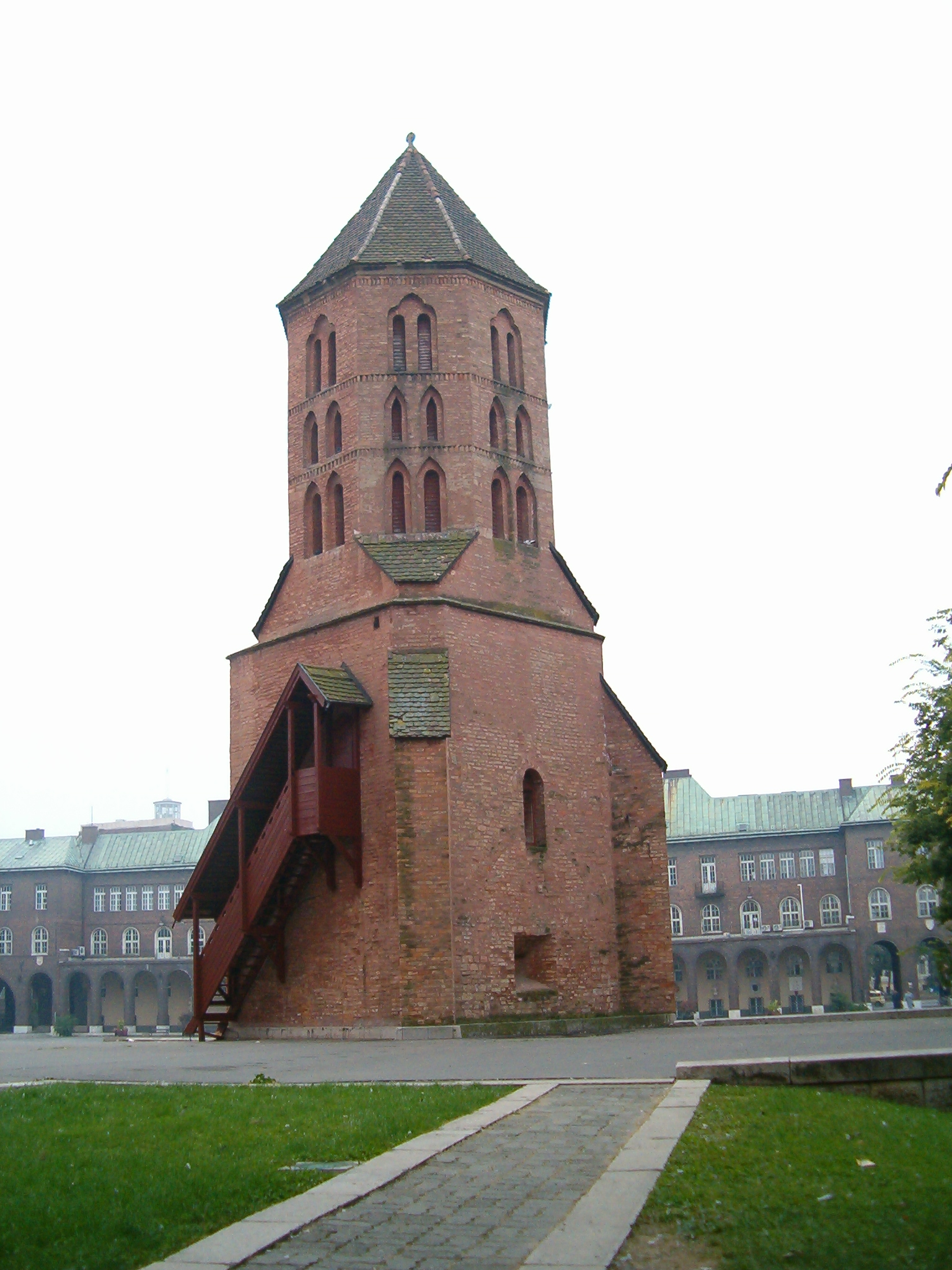
Вежа Деметра

Поселення на місці сучасного Сегеда існувало з давніх часів. Клавдій Птолемей згадує давнє римське ім'я міста — Партіскум. Існує версія, що резиденція Аттіли, вождя гунів знаходилася неподалік від сучасного Сегеда. Надалі регіон розділив долю території всієї сучасної Угорщини — його населяли авари, слов'яни, а з IX століття — угорці.
Під угорським ім'ям «Сегед» місто вперше згадується в 1183 році. У період монгольської навали в XIII столітті Сегед був повністю розорений, проте потім знову відбудований. У XIV—XV століттях Сегед став найбільшим містом Південної Угорщини, в 1498 році він отримав статус міста.
У 1526 році місто було взято турецькою армією і пограбовано, однак до складу Османської імперії він увійшов лише в 1543 році. Під владою турків Сегед перебував до 1686 року, після чого увійшов до складу імперії Габсбургів. XVIII століття стало часом розквіту Сегеда, місто швидко росло. У 1721 році орден піарів відкрив у Сегеді академію. У 1720 році місто налічувало 193 володінь, 99 з яких належали сербській діаспорі.
У XIX столітті місто грало важливу роль в подіях угорської революції 1848—1849 років. Тут виголосив свою знамениту промову Лайош Кошут, після поразок повсталих в 1849 році в Сегед була перенесена резиденція угорського Комітету оборони.
У другій половині XIX століття в місті почала розвиватися промисловість, головним чином харчова. У 1854 році була побудована залізниця до Сегеда; в 1869 році відкрита ковбасна фабрика «Пік», яка виробляє знамените угорське салямі. Здавалося, добробуту міста ніщо не загрожувало, тим більш несподівана була катастрофа.
У 1879 році катастрофічна повінь на Тисі повністю стерла Сегед з лиця землі. З 5723 будівель вціліло лише 265. Імператор Франц-Йосиф прийняв спеціальну програму відновлення міста з руїн і пообіцяв, що Сегед стане ще кращим ніж був. Масова забудова тривала кілька десятиліть.
Після того, як за підсумками першої світової війни Угорщина втратила частину своїх південних і південно-східних земель на користь Румунії та Сербії, Сегед став прикордонним містом. З Коложварі (нині Клуж-Напока), що відійшла до Румунії, в Сегед в 1921 році переїхав Університет. З Темешвара (Тімішоара) в 1923 році — резиденція єпископа.
Під час другої світової війни місто суттєво постраждало. Загинуло близько 6 тисяч жителів міста, збиток був нанесений багатьом будівлям.
В епоху соціалізму в місті розвивалася промисловість, головним чином, легка і харчова. У 60-х роках XX століття в околицях були виявлені невеликі родовища нафти.

## Пам'ятки

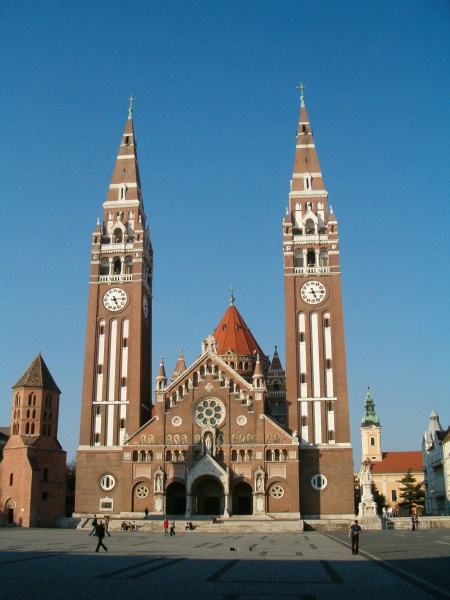
Собор Сегеда

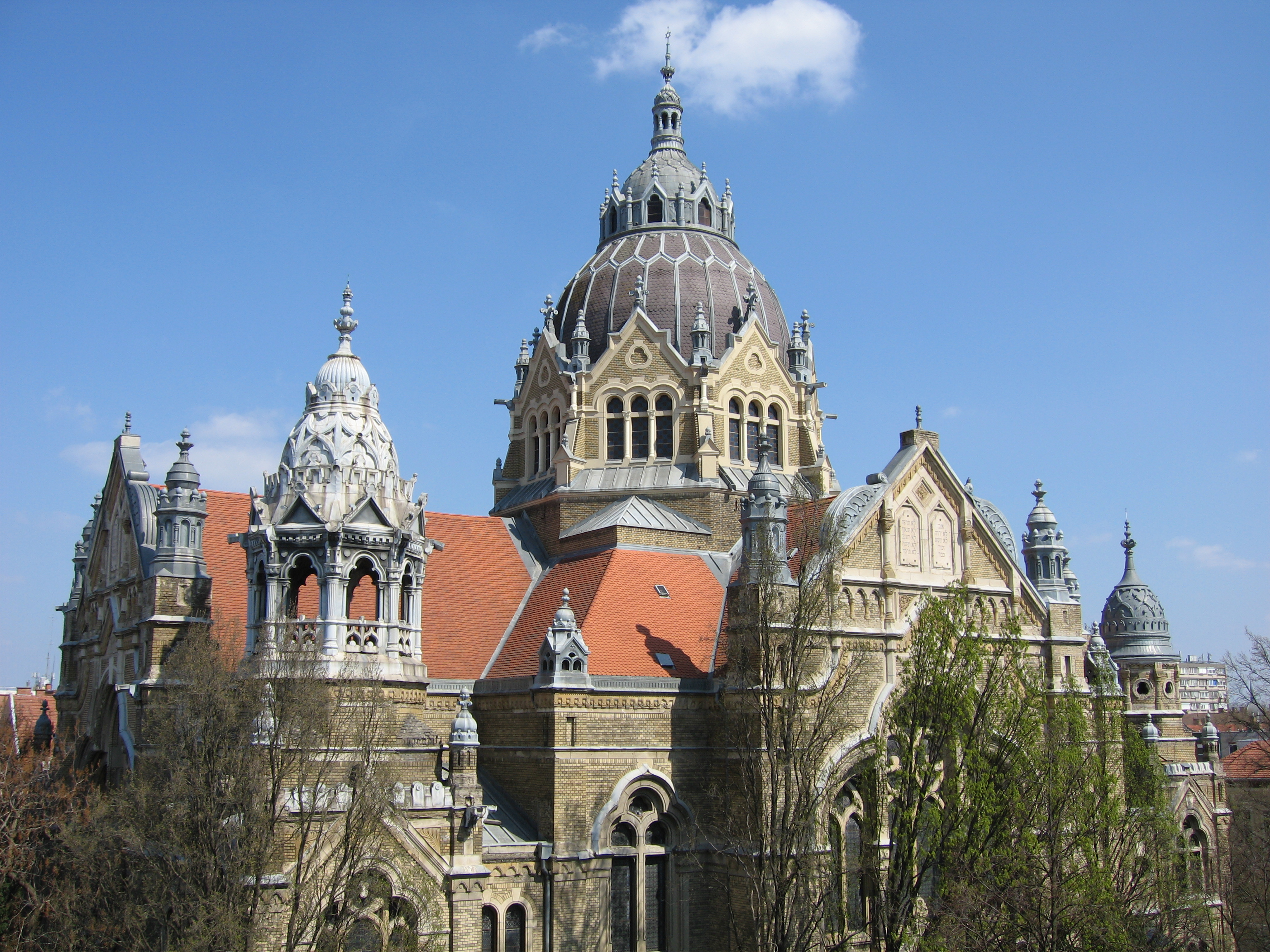
Сегедська синагога

За час своєї довгої історії місто двічі було зруйноване вщент  — спершу в 1241 р., під час монгольської навали, вдруге у 1879 р., коли сталася страшна повінь, яка змела Сегед з лиця землі.
Повінь призвела до того, що більшість архітектурних пам'яток міста відносяться до періоду кін. XIX — поч. XX ст. Проте і вони є надзвичайно цікавими й оригінальними. Наприклад, Кафедральний собор Сегеда, відомий також як Вотивна церква (церква обітниці) був побудований у 1930 р. в нехарактерному для угорських храмів, але водночас надзвичайно цікавому еклектичному стилі. Висота веж храму становить 91 м. Інтер'єр храму розкішний, до того ж в ньому знаходиться один з найбільших в країні органів та дзвонів, який важить 8,6 т. Площа собору слугує місцем проведення театральних спектаклів і вистав.
Ще однією сакральною спорудою  — символом Сегеда, яка пережила повінь, є Францисканська церква. Її було збудовано ще у XIV ст., і готичний стиль її цікаво й красиво контрастує з іншими, пізнішими спорудами міста.
Надзвичайно цікавою пам'яткою є Палац Рейок. Він побудований у стилі модерн, а внутрішнє оздоблення є витонченим і елегантним.
У місті знаходиться Музей Ференца Мори — видатного угорського автора і журналіста, який часто визнається найбільшим угорським письменником. Він довгий час жив і творив в Сегеді. В музеї можна ознайомитися з життям і творчістю цього письменника.
Іншою пам'яткою архітектури є Національний театр Сегеда, який був побудований у 1883 р. Його архітектура поєднує в собі необароковий та еклектичний стилі. Довгий час, після Другої Світової війни, він залишався дещо пошкодженим, але два десятиліття тому його реставрували, після чого театр був відновлений.
В Сегеді у довоєнний час існувала велика єврейська громада, спогадом про що є велична Сегедська синагога, одна з найкрасивіших синагог Європі (архітектор Леопольд Баумгорн).

## Сьогодення

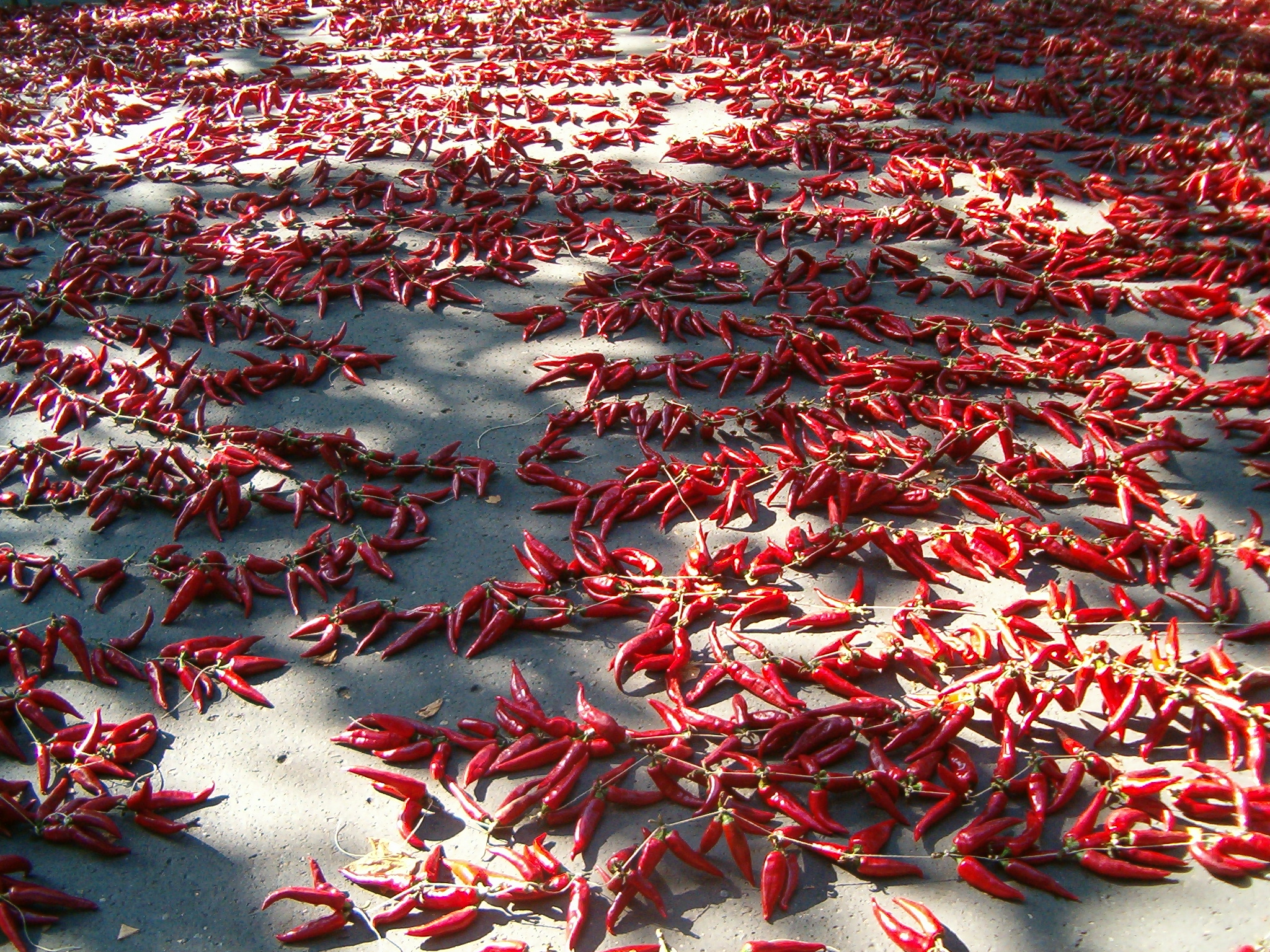
Сегедська паприка

В наш час Сегед є сучасним угорським містом, відомим культурним та освітнім центром — Сегедський університет вважається одним з найкращих в країні. У місті є багато історичних пам'яток, які приваблюють до нього туристів. Окрім того, в Сегеді розташована м'ясна фабрика «Пік», яка виробляє знамените угорське салямі. Діє міське самоврядування українців, голова Шайтош-Запоточна Наталія.

## Відомі уродженці
- Б'ячі Бернадетт — угорська легкоатлетка, учасниця Літніх Паралімпійських ігор.
- Б'ячі Ілона — угорська легкоатлетка, учасниця Літніх Паралімпійських ігор.

## Міста-побратими
- Німеччина: Дармштадт
- Франція: Ніцца
- Україна: Одеса
- Україна: Рахів
- Велика Британія: Кембридж
- Італія: Парма
- США: Толідо
- Польща: Лодзь
- Хорватія: Пула
- Сербія: Суботиця
- КНР: Вейнань
- Фінляндія: Турку
- Бельгія: Льєж
- Чорногорія: Котор
- Нідерланди: Роттердам
- Румунія: Тиргу-Муреш
- Румунія: Тімішоара
- Кіпр: Ларнака
- Ізраїль: Єрусалим